# Вінільна група

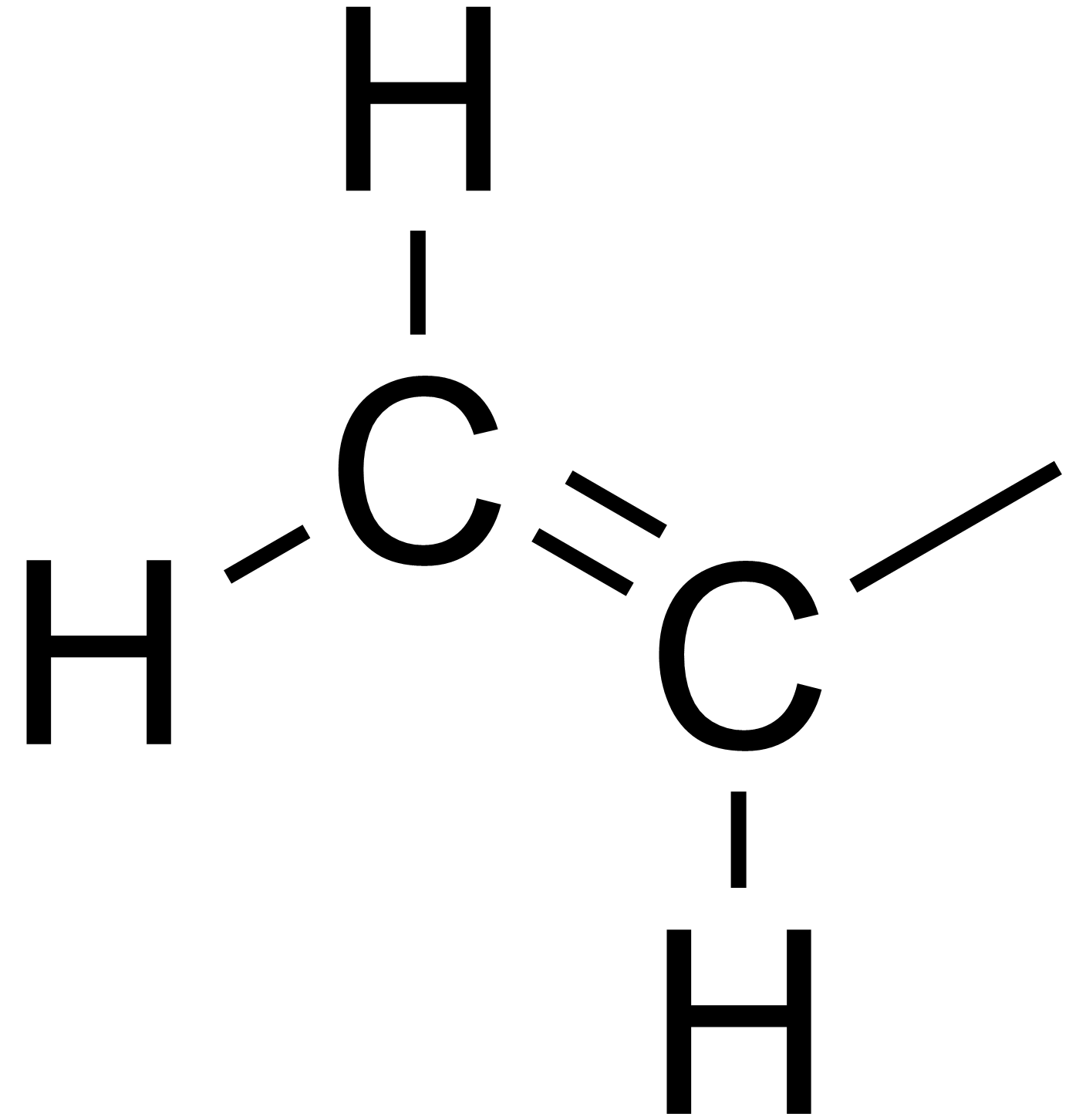
Хімічна структура вінілу

Віні́льна група, віні́л (від лат. vinum (vini) — вино) — вуглеводнева функціональна група, похідна етилену, ненасичений аналог етильної групи.

## Методи введення
- Приєднання ацетилену: CH≡CH + HCl → CH2=CH—Cl.
- Перевінілування вінілацетату.

## Властивості
- Вінільна група проявляє більшість ланцюгових реакцій алкенів.
- Вінільна група (на відміну від алільної) легко полімеризується за радикальним механізмом.

## Застосування
Група входить до складу багатьох мономерів: вінілхлорид, вінілацетат, вінілбензол (стирен). Полімери цих сполук нерідко також називають «вініл».